# Carrera (urbanismo)

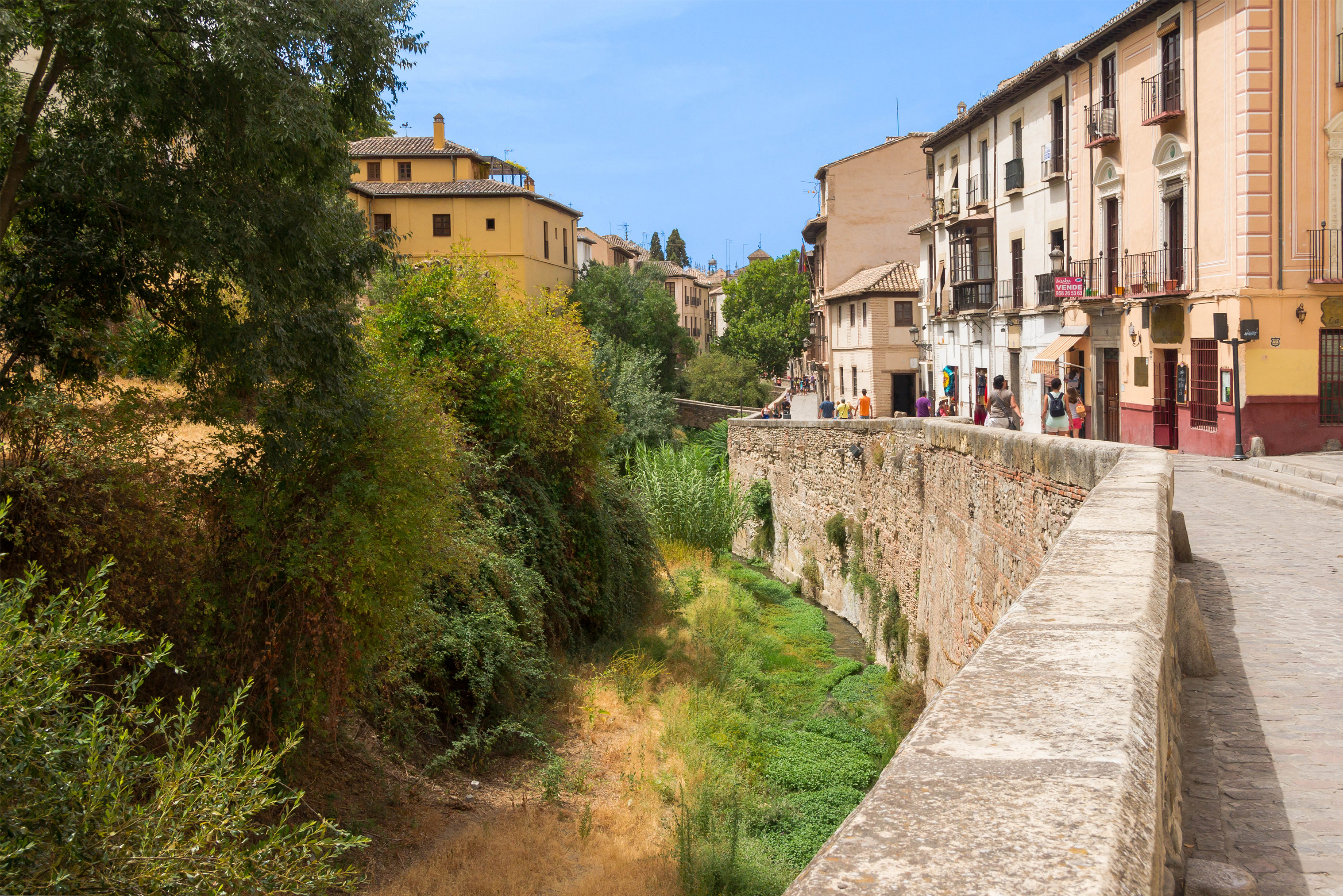
La castiza y antigua Carrera del Darro, paseo del río granadino (España).

Una carrera, en urbanismo, es la denominación que antiguamente recibían algunas vías en villas y ciudades, y cuyo trazado fue con anterioridad camino, calle de gran longitud o camino real (o camino carretero). En la nomenclatura viva de Hispanoamérica tiene una significación urbana más compleja (similar a avenida).

## Etimología y usos
La Real Academia Española anota que «carrera» es un sustantivo, cuya etimología procede del latín vulgar carraria, derivado del latín carrus (carro). En la nomenclatura del callejero tradicional en lengua castellana, "carrera" está relacionada con "camino ancho que admite tráfico de carruajes", y por tanto susceptible de convertirse en vía principal o camino real. En aragonés se emparenta con el término catalán «carrer».
Fernando Corripio la da como sinónimo de calle, y Julio Casares enumera varias acepciones: «camino real, carretera o calle que fue antes camino», o conjunto de vías (calles) que ha de recorrer una comitiva o procesión.

## Carreras de Madrid
El Madrid de los Austrias urbanizó antiguos caminos como elegantes carreras, la más conocida y que aún conserva tal denominación es la carrera de San Jerónimo, camino de carros que unía la villa medieval con la feraz vega del prado de los monjes jerónimos, vía de la que ya en el siglo xvi se documentan las primeras edificaciones y la construcción de una alcantarilla en 1618. La madrileña carrera de san Jerónimo tuvo como vecino de paso a Francisco de Goya, que entre 1778 y 1779 vivió en una casa de la marquesa de Campollano.

### En la literatura
La carrera fue término urbano protagonista en numerosas páginas de la obra de Benito Pérez Galdós enmarcadas en Madrid; concretamente la de San Jerónimo sirve de marco en pasajes del cuarto libro de Fortunata y Jacinta, en los itinerarios y callejero comunes a las novelas de Torquemada, así como en La desheredada, donde pueden leerse párrafos como este, con las reflexiones del personaje Mariano paseando por la mencionada carrera de San Jerónimo: 

Más tarde paseó por la Carrera para ver la gente y la tropa que de los cuarteles venía. Bonito estaba todo; pero él lo miraba con desdén y, sobre la impresión recibida, ponía un pensamiento de melancólica burla y sarcasmo. En un balcón había visto a Melchor de Relimpio, muy enfatuado, junto a unas damas que le parecieron las de Pez. No lejos de allí, uno de los Peces (él no los conocía bien, pero debía de ser Luis Pez) acompañaba en otro balcón a la familia del duque de Tal. Siguió adelante, y a la vuelta de una esquina encaró con el nunca bien ponderado Gaitica, que venía a caballo, hecho un potentado, un sátrapa. La extraviada imaginación de Mariano veía a este personaje cual si fuese un resumen de todas las altas categorías y la cifra del encumbramiento personal. «¡Cuánta pillería!», exclamó para sí.
Galdós en La desheredada (página 448)

## Carrera (calzada) en Hispanoamérica

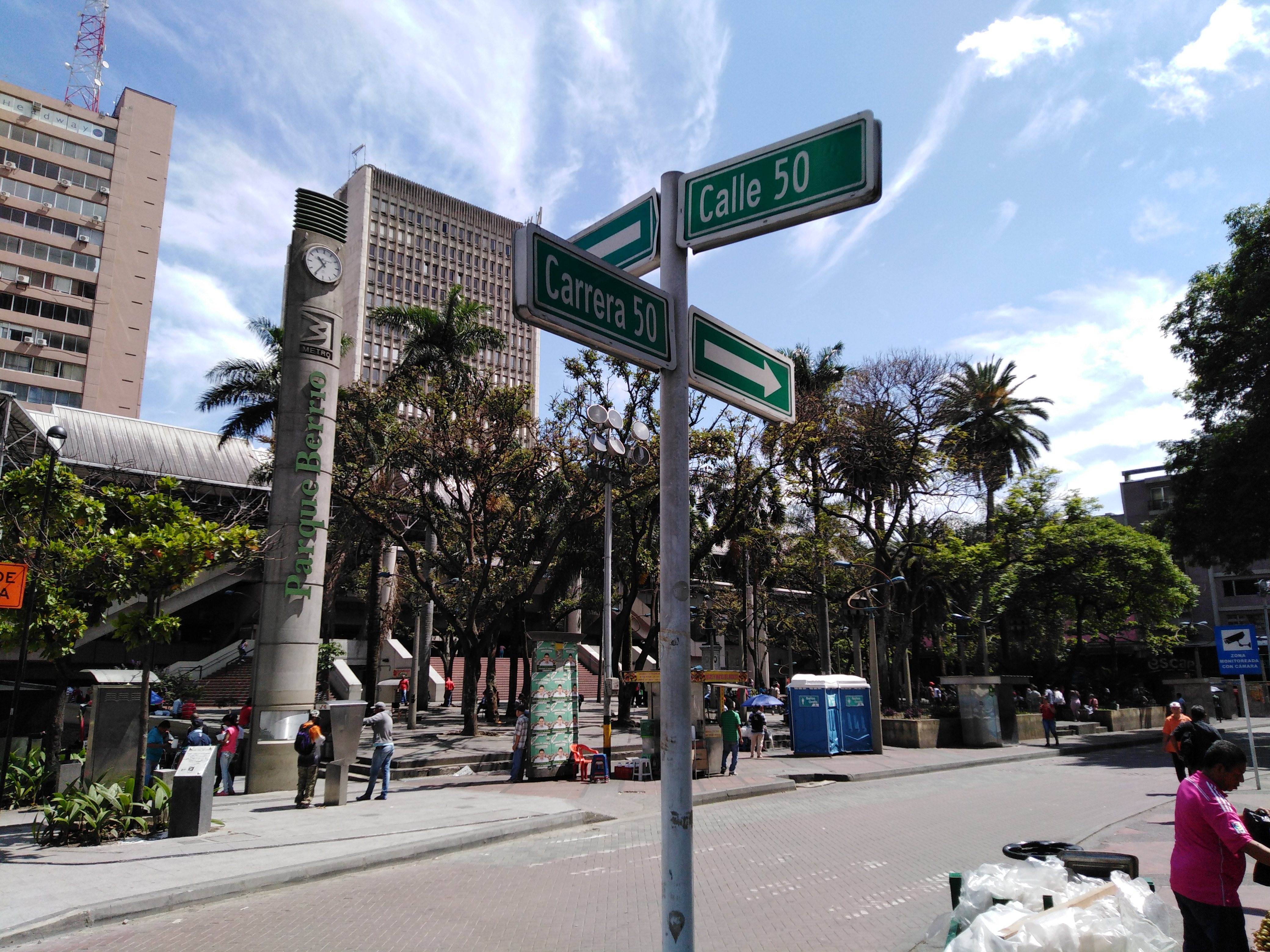
Nomenclatura urbana de Carrera y Calle

En Colombia y Venezuela se le denomina carrera a las vías urbanas que van de sur a norte y cruzan las calles.